# 甘肃省总工会
甘肃省总工会是甘肃省地方工会和产业工会的领导机关，成立于1950年5月25日，受中国共产党甘肃省委员会和中华全国总工会领导。